# Mieleszówka
Mieleszówka est une localité polonaise de la gmina rurale de Doruchów, située dans le powiat d'Ostrzeszów en voïvodie de Grande-Pologne. Elle se trouve à environ 7 kilomètres à l'est de la ville d’Ostrzeszów et 136 km au sud-est de Poznań, la capitale régionale. 

## Géographie

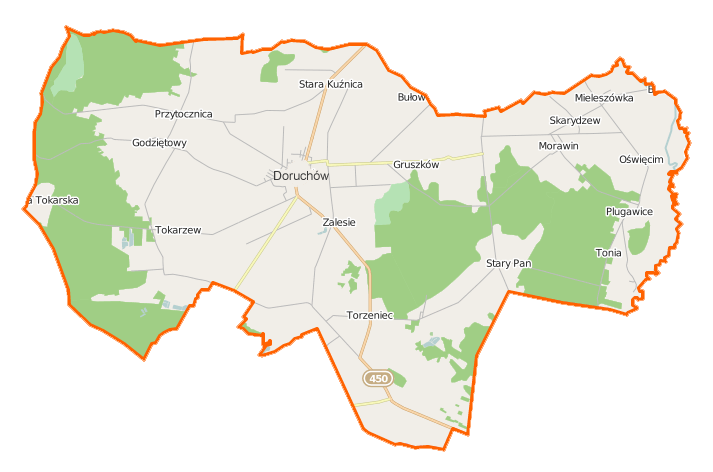
Carte de la gmina de Doruchów.